# Zsófia Polgár
Zsofia Polgár (o Sofia Polgar) (Budapest, 2 de novembre de 1974) és una escaquista, professora d'escacs, i artista israeliana i canadenca d'origen hongarès, que té els títols de Mestre Internacional des de 1990 i de Gran Mestre Femení. Va ser un prodigi dels escacs, i és la germana mitjana de Judit Polgár i Zsuzsa Polgár.
Sofia i les seves dues germanes van ser part d'un experiment educatiu dut a terme pel seu pare László Polgar, en un intent reeixit de demostrar que els infants poden arribar a assolir èxits excepcionals si s'entrenen en una matèria concreta des d'una edat primerenca. La seva tesi era "Els genis no neixen, es fan". Ell i la seva dona Klara van educar les seves tres filles a casa. László també va ensenyar a les seves filles l'idioma internacional esperanto, llengua en la qual ha publicat diversos llibres.

## Resultats destacats en competició
El 1986 es va proclamar Campiona del món femenina Sub-14, a San Juan (Puerto Rico).
El 1989, a l'edat de 14 anys, Sofia va sorprendre al món dels escacs per la seva actuació en un torneig a Roma, el qual va guanyar, amb una puntuació de 8½ sobre 9, i derrotant-hi una sèrie de forts Grans Mestres, entre els quals hi havia Aleksandr Txernín, Iuri Razuvàiev, i Mihai Suba. Aquesta gesta fou àmpliament coneguda en el món dels escacs com a «el Saqueig de Roma». D'acord amb el sistema de classificació Chessmetrics, la seva performance va ser de 2735 punts, una de les millors actuacions a la història d'una persona de 14 anys, i la millor actuació de la història de qualsevol escaquista, masculí o femení, en un torneig obert d'escacs. Durant un temps va arribar a ser la sisena millor jugadora femenina del món. El 1988 i el 1990 va formar part de l'equip hongarès campió a les olimpíades d'escacs femenines. Un cop va vèncer Víktor Kortxnoi en una partida ràpida, i Kortxnoi va afirmar: «aquesta és la primera i l'última partida que mai em guanyaràs.»
El 1999 es va casar amb Yona Kosashvili, Gran Mestre i cirurgià israelià nascut a Geòrgia i van posar en pràctica l'aliyyà anant a viure a Israel, on més tard s'hi reuniren els pares d'ella. Tenen dos fills, Alon i Yoav. Posteriorment, tota la família va emigrar a Toronto, Canadà, tot i que al voltant de 2012 varen retornar a Israel, i actualment viuen a Tel-Aviv.